# Liste des gouverneurs de l'Angola
La fonction de gouverneur de l'Angola a été créée le 1er février 1575 avec Paulo Dias de Novais comme premier titulaire et a été abrogée le 10 novembre 1975 avec la fin du mandat de Leonel Cardoso, à l'indépendance du pays. Depuis cette date, l'Angola est dirigé par un président de la République.

## Gouverneurs de l'Angola
- 1er février 1575 - octobre 1588 : Paulo Dias de Novais
- octobre 1588 - 1591 : Luís Serrão
- 1591 - février 1592 : André Ferreira Pereira
- 24 juin 1592 - 1593 : Francisco de Almeida
- 1593 - 1594 : Jerónimo de Almeida
- 1er août 1594 - 1602 : João Furtado de Mendonca
- 1602 - 1603 : João Rodrigues Coutinho
- 1603 - 1606 : Manuel Cerveira Pereira
- 1606 - septembre 1607 : Aucun
- septembre 1607 - 1611 : Manuel Pereira Forjaz
- 1611 - 1615 : Bentro Banha Cardoso
- 1615 - 1617 : Manuel Cerveira Pereira
- 1617 - 1621 : Luís Mendes de Vasconcelos
- 1621 - 1623 : João Correia de Sousa
- 1623 : Pedro de Sousa Coelho
- 1623 - 1624 : Simão de Mascarenhas
- 1624 - 4 septembre 1630 : Fernão de Sousa
- 4 septembre 1630 - 1635 : Manuel Pereira Coutinho
- 1635 - 18 octobre 1639 : Francisco de Vasconcelos Da Cunha
- 18 octobre 1639 - octobre 1645 : Pedro César de Meneses
- octobre 1645 - 1646 : Francisco de Souto-maior
- 1646 - 24 août 1648 : Triumvirat-junte
- 24 août 1648 - mars 1652 : Salvador Correia de Sá e Benevides
- mars 1652 - 1653 : Rodrigo de Miranda Henriques
- 1653 - octobre 1654 : Bartolomeu de Vasconcelos Da Cunha
- octobre 1654 - 18 avril 1658 : Luís Martins de Sousa Chichorro
- 18 avril 1658 - 1661 : João Fernandes Vieira
- 1661 - septembre 1666 : André Vidal de Negreiros (1606, Engenho São João - 1681, Engenho São João)
- septembre 1666 - février 1667 : Tristão Da Cunha
- février 1667 - août 1669 : Junte
- août 1669 - 1676 : Francisco de Tavora
- 1676 - 1680 : Pires de Saldanha de Sousa E Meneses
- 1680 - 1684 : João Da Silva E Sousa
- 1684 - 1688 : Luís Lobo Da Silva
- 1688 - 1691 : João de Lencastre
- 1691 - 1694 : Gonçalo Da Costa de Alcacova Carneiro de Meneses
- 1694 - 1697 : Henrique Jacques de Magalhaes
- 1697 - 1698 :
- 1698 - 1701 : Luís César de Meneses (1653 - 1720)
- 1701 - 1702 : Bernardino de Tavora de Sousa Tavares (???? - 1702)
- 1702 - 1703 :
- 1703 - 1705 : Junte
- 20 novembre 1705 - 4 octobre 1709 : Lourenço de Almada (1650-1729)
- 1709 - 1713 : António de Saldanha de Albuquerque Castro E Ribafria
- 1713 - 1717 : João Manuel de Noronha
- 1717 - 1722 : Henrique de Figueiredo E Alarcao
- 1722 - 1725 : António de Albuquerque Coelho de Carvalho
- 1725 - 1726 : José Carvalho Da Costa
- 1726 - 1732 : Paulo Caetano de Albuquerque (0000-1732)
- 1732 - 1733 :
- 1733 - 1738 : Rodrigo César de Meneses
- 1738 - 1748 : Joaquim Jacques de Magalhaes (0000-1748)
- 1748 - 1749 : Fonseca Coutinho
- 1749 - 1753 : António de Almeida Soares E Portugal de Aca E Melo Avintes Lavradia (1699-1761)
- 1753 - 1758 : Antônio Álvares da Cunha
- 1758 - 1764 : António de Vasconcelos
- 1764 - 1742 : Francisco Inocéncio de Sousa Coutinho
- 1772 - 1779 : António de Lencastre (1721- 0000)
- 1779 - 1782 : José Gonçalo Da Gama
- 1782 - 1784 : Junte
- 1784 - 1790 : José de Almeida E Vasconcelos Soveral Carvalho E Albergaria Baron de Mocamedes
- 1790 - 1797 : Manuel de Almeida E Vasconcelos, Vicomte Da Lapa
- 1797 - 1802 : Miguel António de Melo
- 1802 - 1806 : Fernão António de Noronha
- 1806 - 1810 : António de Saldanha Da Gama
- 1810 - 1816 : José de Oliveira Barbosa
- 1816 - 1819 : Luís Da Mota Feo E Torres
- 1819 - 1821 : Manuel Vieira Tovar de Albuquerque
- 1821 - 1822 : Joaquim Inácio de Lima
- 1822 - 1823 : Junte
- 1823 : Cristóvão Avelino Dias
- 1823 - 1829 : Nicolau Abreu Castelo Branco
- 1829 - 1834 : José Maria de Sousa Macedo Almeida E Vasconcelos Baron de Santa Comba Dao (1787-1872)
- 1834 - 1836 : Junte
- 1836 : Domingos Saldanha de Oliveira Daun
- 1836 : Gouvernorat Général

## Gouvernorat général
- 1837 - 1839 : Manuel Bernardo Vidal
- 1839 : António Manuel de Noronha
- 1839 - 1842 : Manuel Eleutério Malheiro
- 1842 - 1843 : José Xavier Bressane Leite (1780-1843)
- 1843 - 1844 :
- 1844 - 1845 : Lorenço Germack Possolo
- 1845 - 1848 : Pedro Alexandrino da Cunha (1801-1850)
- 1848 - 1851 : Adrião da Silverio Pinto
- 1851 : António Sérgio de Sousa
- 1853 - 1853 : António Ricardo Graca
- 1853 - 1854 : Miguel Ximenes Rodrigues Sandoval de Castro Eviegas, vicomte de Pinheiro (1806 - 1884)
- 1854 - 1860 : José Rodrigues Coelho do Amaral (1808 - 1873)
- 1860 - 1861 : Carlos Augusto Franco
- 1861 - 1862 : Sebastião Lopes de Calheiros e Meneses (1816 - 1899)
- 1862 - 1865 : José Baptista de Andrade (1819 - 1902)
- 1865 - 1868 : Francisco Antonio Goncalves Cardoso (1800 - 1875)
- 1868 - 1870 : José Rodrigues Coelho do Amaral
- 1870 - 1873 : José Maria da Ponte e Horta
- 1873 - 1876 : José Baptista de Andrade
- 1876 :
- 1876 - 1878 : Caetano Alexandre de Almeida e Albuquerque (1824-1894)
- 1878 - 1880 : Vasco Guedes de Carvalho e Meneses
- 1880 - 1882 : António Eleutério Dantas
- 1882 :
- 1882 - 1886 : Francisco Joaquim Ferreira do Amaral (1844, Lisbonne - 1923, Lisbonne)
- 1886 - 1892 : Gilherme Auguste de Brito Capelo
- 1892 - 1893 : Jaime Lobo de Brito Godins
- 1893 - 1896 : Álvaro António da Costa Ferreira
- 1896 - 1897 : Gilherme Auguste de Brito Capelo
- 1897 - 1900 : António Duarte Ramada Curto
- 1900 - 1903 : Francisco Xavier Cabral de Oliveira Moncada
- 1903 - 1904 : Eduardo Augusto Ferreira da Costa (1865 - 1907)
- 1904 : Custódio Miguel de Borja (1849 - 19??)
- 1904 - 1906 : António Duarte Ramada Curto
- 1906 - 1907 : Eduardo Augusto Ferreira da Costa
- 1907 - 1909 : Henrique Mitchell de Paiva Couceiro (1861, Lisbonne - 1944, Lisbonne)
- 1909 : Álvaro António da Costa Ferreira
- 1909 - 1910 : José Augusto Alves Roçadas (1865 - 1926)
- 1910 - 1911 : Caetano Francisco Cláudio Eugénio Goncalves
- 1911 - 1912 : Manuel Maria Coelho (1857 - 1943)
- 1912 - 1915 : Général José Maria Mendes Ribeiro Norton de Matos (23 mars 1867 à Ponte de Lima - 2 janvier 1955 à Ponte de Lima)
- 1915 - 1916 : António Júlio da Costa Pereira de Eça
- 1916 - 1917 : Pedro Francisco Massano do Amorim (1862-1929)
- 1917 - 1918 : Jaime Alberto de Castro Morais (1882-1973)
- 1918 - 1919 : Filomeno da Camara Melo Cabral (1873-1934)
- 1919 - 1920 : Mimoso Guera
- 1920 - 1921 : Francisco Coelho do Amaral Reis, vicomte de Pedralva

## Haut-commissariat
- 1921 - 1924 : Général José Maria Mendes Ribeiro Norton de Matos
- 1924 : João Augusto Crispiniano Soares
- 1924 - 1925 : Antero Tavares de Carvalho
- 1925 - 1926 : Capitaine Francisco da Cunha Rego Chaves
- 1926 - 1928 : António Vicente Ferreira
- 1928 - 1929 : António Damas Mora

## Gouvernorat général
- 1929 : Filomeno da Camara Melo Cabral
- 1930 : José Dionísio Carneiro de Sousa e Faro
- 1931 : Eduardo Ferreira Viana
- 1934 : Júlio Garces de Lencastre
- 1935 : António Lopes Matheus

## Haut-commissariat
- 1939 : Manoel da Cunha e Costa Marques Mano
- 1941 : Abel de Abreu Souto-Maior
- 1942 : Álvaro de Freitas Morna
- 1943 : Manuel Pereira Figueira
- 1943 : Vasco Lopes Alves  (1898-?)
- 1947 : Fernando Falcao Pacheco Mena
- 1947 :
- 1948 : José Agapito de Silva Carvalho
- 1955 : Manoel de Gusmao Mascarenhas Gaivao (1901-?)
- 1956 :
- 1957 : Horácio José de Sa Viana Rebelo
- 15 janvier 1960 : Álvaro Rodrigues da Silva Tavares (1915-?)
- 23 juin 1961 : Général Venâncio Augusto Deslandes (1909-)
- 26 septembre 1962 : Général Silvino Silvério Marques (1918-)
- 27 octobre 1966 : Camilo Augusto de Miranda Rebocho Vaz (1920-)
- octobre 1972 : Fernando Augusto Santos e Castro (1922-)
- mai 1974 : Joaquín Franco Pinheiro

## Gouvernorat général
- 15 juin 1974 : Général Silvino Silvério Marques (pt)
- 24 juillet 1974 : António Rosa Coutinho (1926-2010)
- 28 janvier 1975 : António da Silva Cardoso (pt) (1928-2014)
- 2 août 1975 : Ernesto Ferreira de Macedo (pt) (29.09.1947-)
- 26 août 1975 : Leonel Cardoso (pt) (1919-1988)
- 10 novembre 1975 : Indépendance.